# Championnat du Monténégro de football
Le championnat du Monténégro de football est une compétition annuelle de football disputée entre clubs monténégrins.
Cette compétition est actuellement connue sous le nom de Prva Crnogorska Liga et a été créée en 2006. La ligue est actuellement désignée sous le nom de Meridianbet 1. CFL pour des raisons de parrainage.

## Histoire
À l'époque où le Monténégro faisait partie de la Yougoslavie, les meilleurs clubs monténégrins participaient à la Division supérieure yougoslave. Quand la république socialiste a été dissoute, en 1992, les institutions de football sont restés les mêmes et les équipes serbes et monténégrines ont continué à évoluer dans le même système.
En 2003, le reste de la Yougoslavie a été rebaptisée en Serbie-et-Monténégro et la ligue de football a renommé son championnat Division supérieure serbe et monténégrine.
Enfin en 2006, le Monténégro déclare son indépendance, créant ainsi son propre système de football dès la saison 2006/2007. Le premier champion du Monténégro a été le Zeta Golubovci.

## Format de la compétition
Les 10 clubs s'affrontent lors d'une série de matchs aller-retour s'étalant sur 36 journées, chaque équipe recevant et allant chez l'adversaire à deux reprises.
L'équipe terminant en tête est sacrée championne.
Les clubs classés huitième et neuvième affrontent respectivement les clubs classé troisième et deuxième de Druga Crnogorska Liga pour ne pas descendre. Le club classé dernier à l'issue de cette phase est relégué en Druga Crnogorska Liga.

### Qualifications européennes
Le champion est qualifié pour la Ligue des champions.
Le deuxième est qualifié pour la Ligue Conférence avec le vainqueur de la coupe du Monténégro.

## Palmarès
| Saison    | Clubs | Champion                | Vice-champion       | Meilleur(s) buteur(s)                                                              |
| --------- | ----- | ----------------------- | ------------------- | ---------------------------------------------------------------------------------- |
| 2006-2007 | 12    | Zeta Golubovci          | Budućnost Podgorica | Damir Čakar (Rudar Pljevlja, 16 buts) Žarko Korać (Zeta Golubovci, 16 buts)        |
| 2007-2008 | 12    | Budućnost Podgorica     | Zeta Golubovci      | Ivan Jablan (Lovćen Cetinje, 13 buts)                                              |
| 2008-2009 | 12    | Mogren Budva            | Budućnost Podgorica | Fatos Bećiraj (Budućnost Podgorica, 18 buts)                                       |
| 2009-2010 | 12    | Rudar Pljevlja          | Budućnost Podgorica | Ivan Bošković (Grbalj Radanovići, 21 buts)                                         |
| 2010-2011 | 12    | Mogren Budva (2)        | Budućnost Podgorica | Ivan Vuković (Budućnost Podgorica, 20 buts)                                        |
| 2011-2012 | 12    | Budućnost Podgorica (2) | Rudar Pljevlja      | Admir Adrović (Budućnost Podgorica, 22 buts)                                       |
| 2012-2013 | 12    | Sutjeska Nikšić         | Budućnost Podgorica | Admir Adrović (Budućnost Podgorica, 15 buts) Žarko Korać (Zeta Golubovci, 15 buts) |
| 2013-2014 | 12    | Sutjeska Nikšić (2)     | Lovćen Cetinje      | Stefan Mugoša (Mladost Podgorica, 15 buts)                                         |
| 2014-2015 | 12    | Rudar Pljevlja (2)      | Sutjeska Nikšić     | Goran Vujović (Sutjeska Nikšić, 21 buts)                                           |
| 2015-2016 | 12    | Mladost Podgorica       | Budućnost Podgorica | Marko Šćepanović (Mladost Podgorica, 19 buts)                                      |
| 2016-2017 | 12    | Budućnost Podgorica (3) | Zeta Golubovci      | Zoran Petrović (Mladost Podgorica, 14 buts)                                        |
| 2017-2018 | 10    | Sutjeska Nikšić (3)     | Budućnost Podgorica | Igor Ivanović (Sutjeska Nikšić, 14 buts)                                           |
| 2018-2019 | 10    | Sutjeska Nikšić (4)     | Budućnost Podgorica | Nikola Krstović (Zeta Golubovci, 17 buts)                                          |
| 2019-2020 | 10    | Budućnost Podgorica (4) | Sutjeska Nikšić     | Marko Ćetković (Sutjeska Nikšić, 10 buts)                                          |
| 2020-2021 | 10    | Budućnost Podgorica (5) | Sutjeska Nikšić     | Božo Marković (Sutjeska Nikšić, 16 buts)                                           |
| 2021-2022 | 10    | Sutjeska Nikšić (5)     | Budućnost Podgorica | Adnan Bašić (OFK Petrovac, 14 buts)                                                |
| 2022-2023 | 10    | Budućnost Podgorica (6) | Sutjeska Nikšić     | Tyrone Conraad (Sutjeska Nikšić, 25 buts)                                          |
| 2023-2024 | 10    | Dečić Tuzi (1)          | FK Mornar Bar       | Žarko Korać (FK Jedinstvo Bijelo Polje, 18 buts)                                   |
| 2024-2025 | 10    | Budućnost Podgorica (7) | OFK Petrovac        | Žarko Korać (FK Jedinstvo Bijelo Polje, 16 buts)                                   |

### Bilan par club
| Club                | Champion | Vice-champion | Édition(s) remportée(s)                                                     |
| ------------------- | -------- | ------------- | --------------------------------------------------------------------------- |
| Budućnost Podgorica | 7        | 9             | 2007-2008, 2011-2012, 2016-2017, 2019-2020, 2020-2021, 2022-2023, 2024-2025 |
| Sutjeska Nikšić     | 5        | 4             | 2009-2010, 2013-2014, 2017-2018, 2018-2019, 2021-2022                       |
| Rudar Pljevlja      | 2        | 1             | 2009-2010, 2014-2015                                                        |
| Mogren Budva        | 2        | -             | 2008-2009, 2010-2011                                                        |
| Zeta Golubovci      | 1        | 2             | 2006-2007                                                                   |
| Mladost Podgorica   | 1        | -             | 2015-2016                                                                   |
| Dečić Tuzi          | 1        | -             | 2023-2024                                                                   |
| Lovćen Cetinje      | -        | 1             |                                                                             |
| FK Mornar Bar       | -        | 1             |                                                                             |
| OFK Petrovac        | -        | 1             |                                                                             |

## Compétitions européennes

### Classement du championnat
Le tableau ci-dessous récapitule le classement du Monténégro au coefficient UEFA depuis 2008. Ce coefficient par nation est utilisé pour attribuer à chaque pays un nombre de places pour les compétitions européennes ainsi que les tours auxquels les clubs doivent entrer dans la compétition.
| 2008 | 2009 | 2010 | 2011 | 2012 | 2013 | 2014 | 2015 | 2016 | 2017 | 2018 | 2019 | 2020 | 2021 | 2022 | 2023 | 2024 | 2025 |
| ---- | ---- | ---- | ---- | ---- | ---- | ---- | ---- | ---- | ---- | ---- | ---- | ---- | ---- | ---- | ---- | ---- | ---- |
| 51   | 50   | 47   | 43   | 42   | 41   | 39   | 41   | 44   | 44   | 44   | 49   | 50   | 50   | 53   | 54   | 53   | 47   |

Le tableau suivant affiche le coefficient actuel du championnat monténégrin.
| Rang | Pays           | 2020-2021 | 2021-2022 | 2022-2023 | 2023-2024 | 2024-2025 | Coefficient |
| ---- | -------------- | --------- | --------- | --------- | --------- | --------- | ----------- |
| 45   | Estonie        | 1,375     | 3,666     | 1,166     | 0,125     | 1,625     | 7,957       |
| 46   | Albanie        | 2,000     | 1,625     | 0,875     | 2,125     | 1,250     | 7,875       |
| 47   | Monténégro     | 1,625     | 0,750     | 1,000     | 1,333     | 2,500     | 7,208       |
| 48   | Luxembourg     | 1,000     | 1,250     | 1,125     | 2,250     | 1,250     | 6,875       |
| 49   | Pays de Galles | 1,500     | 1,500     | 1,166     | 0,625     | 2,000     | 6,791       |

### Coefficient UEFA des clubs
| Rang | Club                | 2020-2021 | 2021-2022 | 2022-2023 | 2023-2024 | 2024-2025 | Coefficient |
| ---- | ------------------- | --------- | --------- | --------- | --------- | --------- | ----------- |
| 184  | Budućnost Podgorica | 2,000     | 1,500     | 1,500     | 1,500     | 1,500     | 8,000       |
| 263  | Sutjeska Nikšić     | 1,000     | 1,500     | 1,500     | 1,500     | -         | 5,500       |
| 320  | Dečić Tuzi          | -         | 1,000     | 1,000     | -         | 2,000     | 4,000       |
| 390  | Mornar Bar          | -         | -         | -         | -         | 2,000     | 2,000       |
| 391  | Iskra Danilovgrad   | 1,000     | -         | 1,000     | -         | -         | 2,000       |